# Branko Pešić
Pour les articles homonymes, voir Pešić.
Branko Pešić (en serbe cyrillique : Бранко Пешић ; né le 1er octobre 1922 à Zemun et mort le 4 février 1986 à Zemun) était un homme politique yougoslave et serbe. En tant que Partisan communiste, il a participé à la lutte de libération nationale de la Yougoslavie pendant la Seconde Guerre mondiale. De 1964 à 1974, il a été président de l'assemblée municipale de Belgrade (maire).
À l'époque de la République fédérative socialiste de Yougoslavie, il a notamment été décoré de l'ordre du Héros du travail socialiste.

## Biographie
Branko Pešić est né le 1er octobre 1922 à Zemun, où il effectua ses études élémentaires et secondaires ; dès le lycée, il rejoignit le mouvement de la jeunesse révolutionnaire et devint membre de la Ligue de la jeunesse communiste de Yougoslavie (en serbe : Savez komunističke omladine Jugoslavije ; en abrégé : SKOJ). Après le lycée, Branko Pešić suivit les cours de la faculté de droit de l'université de Belgrade.
En 1941, après la guerre d'avril et l'occupation du royaume de Yougoslavie par les puissances de l'Axe, il abandonna ses études et rejoignit le Mouvement de libération nationale. Il organisa alors des opérations de sabotage contre l'occupant à Zemun et dans sa région. Avec les Partisans communistes des brigades de la Voïvodine, il passa en Bosnie. En 1942, il devint membre du Parti communiste de Yougoslavie (KPJ) et fut alors commissaire politique de son bataillon et commandant d'une zone militaire.
Après la libération de la Yougoslavie, il étudia à l'école supérieure de sciences politiques Đuro Đaković et exerça diverses fonctions en tant que travailleur social et politique. Il devint membre et secrétaire du comité du parti communiste de Zemun, secrétaire du comité la Ligue de la jeunesse communiste de Yougoslavie (SKOJ) à Zemun, membre du comité du SKOJ pour la ville de Belgrade, membre et secrétaire du comité municipal de la Ligue des communistes de Yougoslavie et président du conseil municipal de la Ligue socialiste des travailleurs de Yougoslavie (Socijalistički savez radnog naroda Jugoslavije ; en abrégé : SSRN) à Belgrade.
Branko Pešić fut également membre du bureau du comité central des Jeunesses socialistes de Serbie, président de l'assemblée municipale de Zemun (1955-1958), instructeur au comité central de la Ligue des communistes de Serbie, secrétaire au commerce du gouvernement exécutif de la république socialiste de Serbie, président de l'assemblée municipale de Belgrade (1964—1974) et vice-président de la République socialiste de Serbie.
Il fut élu plusieurs fois à l'Assemblée nationale de la république socialiste de Serbie et à l'Assemblée de la république fédérative socialiste de Yougoslavie.
Branko Pešić est mort le 4 février 1986 à Zemun.

## Maire de Belgrade
Branko Pešić fut l'un des maires de Belgrade les plus populaires[réf. nécessaire]. Pendant son mandat ont été construites de nombreuses infrastructures, comme la Mostarska petlja (« l'échangeur de Mostar »), le pont de Gazela ou le tunnel de Terazije. Des projets ambitieux ont vu le jour, comme la jonction ferroviaire de Belgrade (Beogradski železnički čvor), avec la construction de la nouvelle gare de Belgrade Centre, ou le métro de Belgrade.

## Honneurs
Branko Pešić a reçu la médaille commémorative des partisans 1941 et, entre autres distinctions, il a été décoré de l'ordre du Héros du travail socialiste.